# Triclisia louisii
Triclisia louisii är en tvåhjärtbladig växtart som beskrevs av Georges M.D.J. Troupin. Triclisia louisii ingår i släktet Triclisia och familjen Menispermaceae. Inga underarter finns listade i Catalogue of Life.